# Фотохімія

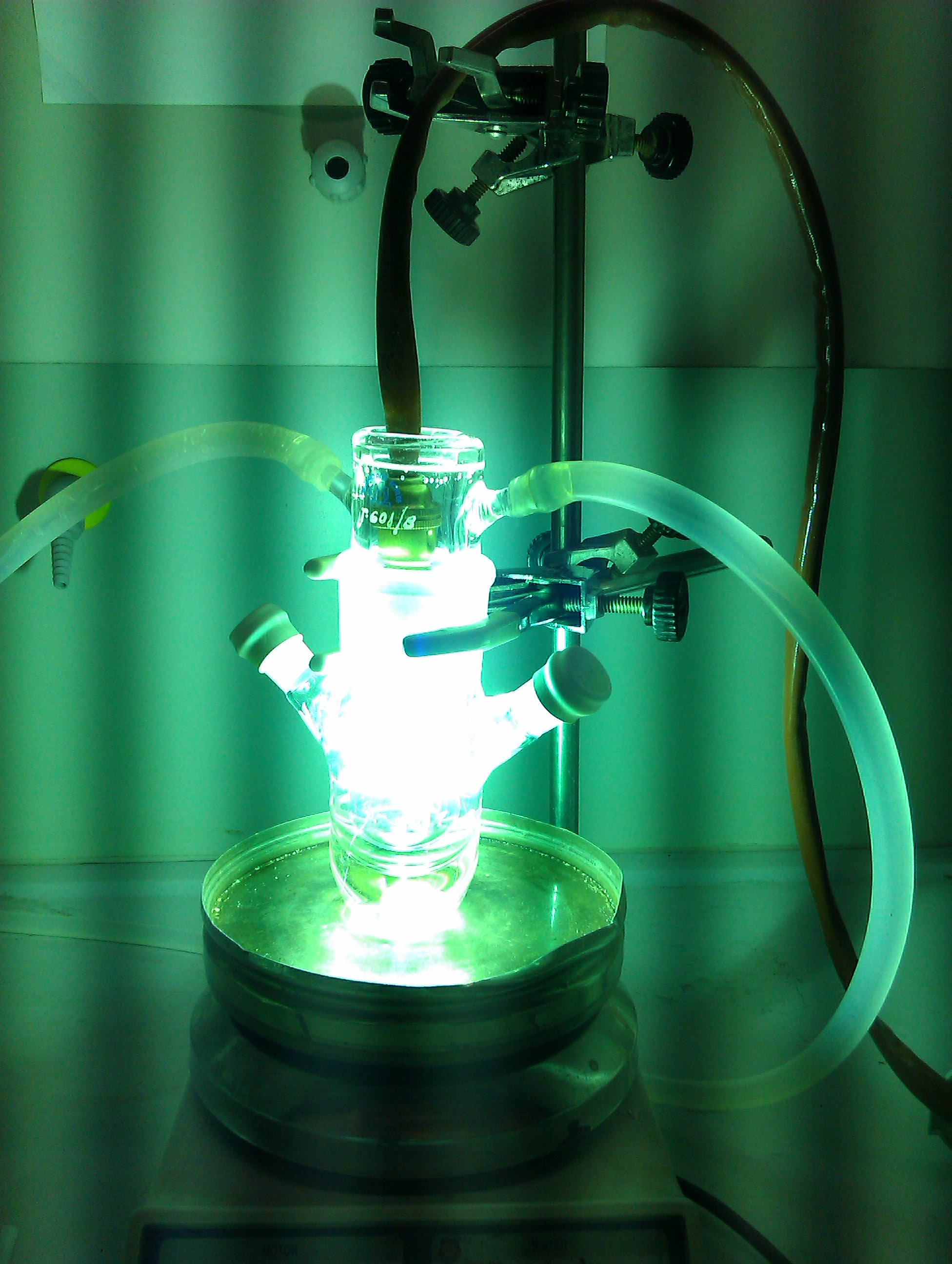
Фотохімічний занурювальний реактор (50 мл) з ртутною лампою.

Фотохі́мія — галузь хімічної науки, яка вивчає хімічні реакції, що відбуваються під дією світлової радіації.

## Загальний опис
До процесів, які розглядаються фотохімією, належать фотосинтез органічних речовин у рослинах, перетворення кисню на озон під дією УФ-радіації Сонця тощо. Фотохімічні реакції широко використовуються в хімічній промисловості, зокрема для фотополімеризації, а також в мікроелектроніці та лазерній техніці.
Ефективність фотохімічних реакцій визначають квантовим виходом:
γ = число молекул продукту реакції/число поглинутих квантів
До числа найважливіших фотохімічних реакцій, які мають практичне значення, відносять реакції утворення озону з молекулярного кисню під дією ультрафіолетової радіації Сонця:
O2 + hν → O*
2 + O2 → O3 + O.
Озон, що утворюється, поглинає ультрафіолетову радіацію Сонця в області 250—260 нм, яка згубно діє на живі організми. До другої важливої фотохімічної реакції відносять реакцію виділення кисню і асиміляція двоокису вуглецю в процесі фотосинтезу. Фотохімічне розкладання броміду срібла лежить в основі фотографічного процесу.

## Лазерна фотохімія
Це хімічні перетворення, здійснювані під впливом лазерного випромінювання. Спрямованість та висока інтенсивність випромінювання забезпечують високу швидкість введення енергії в об'єм, де протікає хім. реакція, її точну просторову та часову локалізацію, дозованість та стерильність. При цьому можливі як гомофазні реакції з повним виключенням впливу стінок, що обмежують об'єм, так і процеси, що відбуваються лише на поверхні розділу фаз, в стінках реактора, тощо. Монохроматичність лазерного випромінювання дозволяє здійснювати резонансне вплив на вихідні або кінцеві сполуки, що дає можливість реалізації селективних процесів.